# Homer vs. Patty and Selma
Homer vs. Patty and Selma — 17 серія шостого сезону мультсеріалу «Сімпсони». Уперше на екрани вийшла у США 26 лютого1995 року.

## Сюжет
Гомер вирішує інвестувати свої гроші в Хелловінські гарбузи, і втрачає всі свої інвестиції. Гомер надто пізно вирішує взяти іпотечний платіж і через брак грошей, він намагається взяти їх в борг у своїх знайомих, але безрезультатно. Гомер тримає свої грошові проблеми в таємниці від Мардж. Тим часом Патті та Сельма отримали підвищення в автотранспортної інспекції. Гомер запитує їх, чи можуть вони позичити йому гроші. Вони згодні з умовою, але за умови, що він стане їх слугою. Мардж дізнається про кредит після того, як вона бачить боргову розписку, і сестри розповідають їй, що сталося.
Гомер вирішує стати водієм, щоб заробити більше грошей. Гомер стає водієм, але коли він відпрацьовує перший день, його зупиняє поліція, бо у нього немає ліцензії шофера. Коли він іде в інспекцію з Мардж, щоб подати заявку на ліцензію, Патті і Сельма виявляються його екзаменаторами. Вони безжально занижують бали за його водіння і письмовий тест. На радощах вони починають палити цигарки, що помічає їхня керівниця. Вона закважує, що куріння на робочих місцях є правопорушенням, яке може коштувати їм їх підвищення. Гомер бачить, що Мардж турбується про своїх сестер, і бреше, що це він курив сигарети (дві за раз). Це позбавляє сестер від зниження і у відповідь вони звільняють його від заборгованості.
Тим часом Барт спізнюється в школу, забувши, що в той день учні вибирали їхні позакласні заняття спортом, і єдиний варіант, в якому вистачає місць для Барта, це балет. Він виявляє, що у нього є талант танцювати, і його запрошують зіграти головну роль в балетній постановці, яку будуть дивитися хулігани, скликані сюди з усіх шкіл для покарання. Побоюючись глузувань від своїх друзів-хуліганів, він танцює роль, надівши маску, але знімає її, після того, як виявляє, що вони були вражені його здібностями. Коли хулігани виявляють, що в масці Барт, вони хочуть побити його, і він тікає від них. Барт намагається втекти, перестрибнувши через траншею, але він не в змозі зробити це і сильно падає. Хулігани йдуть, а Ліса каже Барту, як вона ним як вона ним пишається, що він показав чуттєвість, яку не можна стерти і вони тепер споріднені душі.